# Amt Jevenstedt
Das Amt Jevenstedt ist ein Amt im Kreis Rendsburg-Eckernförde in Schleswig-Holstein südlich der Stadt Rendsburg am Nord-Ostsee-Kanal. Die Verwaltung hat ihren Sitz in Jevenstedt. In der Gemeinde Westerrönfeld gibt es eine Außenstelle der Verwaltung.

## Amtsangehörige Gemeinden
1. Brinjahe
2. Embühren
3. Haale
4. Hamweddel
5. Hörsten
6. Jevenstedt
7. Luhnstedt
8. Schülp b. Rendsburg
9. Stafstedt
10. Westerrönfeld

## Geschichte
Der Amtsbezirk Jevenstedt wurde am 1. April 1889 aus den Gemeinden Altenkattbek, Hörsten, Jevenstedt, Nienkattbek, Schülp b. Rendsburg, Schwabe und Westerrönfeld sowie einiger Gehege des Forstgutbezirks Rendsburg und vom Stadtbezirk Rendsburg ein Stück des Wilden Moores gebildet. 1928 wurden Teile Westerrönfelds in die Stadt Rendsburg eingemeindet. 1947 wurde aus dem Amtsbezirk dann das Amt Jevenstedt und 1948 schied die Gemeinde Westerrönfeld aus dem Amt aus. Ab 1966 bildete das Amt Jevenstedt eine  Verwaltungsgemeinschaft mit dem Nachbaramt Luhnstedt, dem die Gemeinden Brinjahe, Embühren, Hamweddel, Luhnstedt und Stafstedt angehörten.
Im Zuge der großen Gebietsreform 1970 wurden die Ämter Jevenstedt und Luhnstedt zusammengefasst. Dazu kam noch die Gemeinde Haale aus dem Amt Lütjenwestedt. 1974 schlossen sich die Gemeinden Altenkattbek, Nienkattbek und Schwabe der Gemeinde Jevenstedt an.
Am 1. Januar 2001 trat die Gemeinde Westerrönfeld dem Amt wieder bei.

## Wappen
Blasonierung: „Geteilt. Oben in Rot ein mit einem goldenen Schwert überdeckter, widersehender silberner Lindwurm, unten von Silber und Rot neunmal zur Schildmitte geständert.“